# Microsoft Excel
Microsoft Excel е програма за електронни таблици, част от пакета MS Office, създаден от Microsoft. Excel позволява бързо и лесно да се обработват и съхраняват списъци от данни, да се извършват изчисления, да се създават отчети и диаграми.
Основната среда за работа в Microsoft Excel представлява работна книга – файл, който може да съдържа един или множество работни и диаграмни листове. Работният лист е като счетоводна книга и съдържа редове и колони. Колоните се простират вертикално и се обозначават с букви, наречени имена на колони. Имената на колоните са разположени в горната част на работния лист. Редовете се простират хоризонтално и се обозначават с цифри, наречени номера на редове. Те са разположени в лявата част на работния лист. Областта, образувана при пресичането на един ред и една колона, се нарича клетка. Клетките се обозначават съгласно тяхната позиция мял  в редовете и колоните. Комбинацията от буквата на колоната и числото на реда за дадена клетка се нарича име на клетката. Например клетката, разположена в колона А и ред 1, се нарича А1.
С помощта на Microsoft Excel е възможно лесно и бързо да се попълва с информация: числа, текст и полета за изчисления, която след това може да се променя, изтрива или замества с друга. Може информацията да се организира в няколко работни листа в една работна книга, след което те да се наименуват по удобен начин, така че нужната информация да се намира бързо и лесно. За разлика от счетоводната книга, след като числата се въведат, Microsoft Excel извършва изчисленията автоматично, когато са зададени необходимите формули. 